# Gregorio III de Constantinopla
El Patriarca Gregorio III, apodado Mammis o Μammas, fue Patriarca de Constantinopla durante el período de 1443-1450. Pocas cosas se saben sobre su vida y su patriarcado. En la crónica de Jorge Frantzes, se registra que vino de Creta, y que su verdadero nombre era Melissenos. En otras obras se refieren a él como Melissenos-Estrategopoulos.
Fue tonsurado como monje en aprox. 1420, y se considera que fue el confesor del emperador Juan VIII Paleólogo. Fue un partidario de la unión con la Iglesia católica y participó en el Concilio de Basilea. Fue elegido Patriarca después de la muerte del también unionista Metrófanes II.
En 1450, se vio obligado a abdicar por la oposición de los anti-unionistas por sus políticas, y se exilió en Roma en agosto de 1451. Fue recibido cordialmente por el Papa Nicolás V, que le ayudó económicamente y trató de presionar al emperador bizantino para restaurarlo en el trono patriarcal. De hecho, los pro-unionistas de las zonas latinas de Grecia continuaron considerándolo el legítimo patriarca de Constantinopla, haciendo caso omiso de su sucesor, el anti-unionista Atanasio II.
Gregorio murió en 1459 en Roma. Fue honrado como santo y hacedor de milagros por la Iglesia católica. Escribió dos tesis sobre la confutación de las obras del anti-unionista Marcos de Éfeso, y uno sobre la procedencia del Espíritu Santo. Algunas de sus cartas se han conservado, mientras que los tratados teológicos, el pan sin levadura, en la primacía del Papa y sobre la bienaventuranza celestial, permanecen inéditos.